# Aguilar (Pangasinán)
Aguilar  (Bayan ng  Aguilar) es un municipio filipino de tercera categoría, situado en la isla de Luzón y perteneciente a  la provincia de Pangasinán en la Región Administrativa de Ilocos, también denominada Región I.
El municipio debe su nombre a Rafael María de Aguilar y Ponce de León,  Gobernador General de las Islas Filipinas entre los años  1793 y 1806.

## Geografía
Situado  en los 125" 50' 50" longitud, y los 15" 57' de latitud, en terreno montuoso sobre la orilla izquierda del río de Agno grande, lo combaten los vientos S., N. y los generales de la isla, y el clima es bastante templado y sano.

## Barangays
Aguilar se divide, a los efectos administrativos, en 16 barangayes o barrios, conforme a la siguiente relación:
| - Bayaoas - Baybay - Bocacliw - Bocboc del Este | - Bocboc del Oeste - Buer - Calsib - Niñoy | - Población - Pogomboa - Pogonsili - San José | - Tampac - Laoag - Manlocboc - Panacol |  |

### Demografía
A mediados del siglo XIX, año de 1845,  contaba con 3374 almas, de las cuales 2002 contribuían con 20 020 reales de plata, equivalentes a 50 050 reales de vellón.

## Historia
Aguilar fue fundado como municipio en 16 de julio de 1805, siendo Gobernador General Rafael María de Aguilar, de quien esta ciudad toma su nombre.

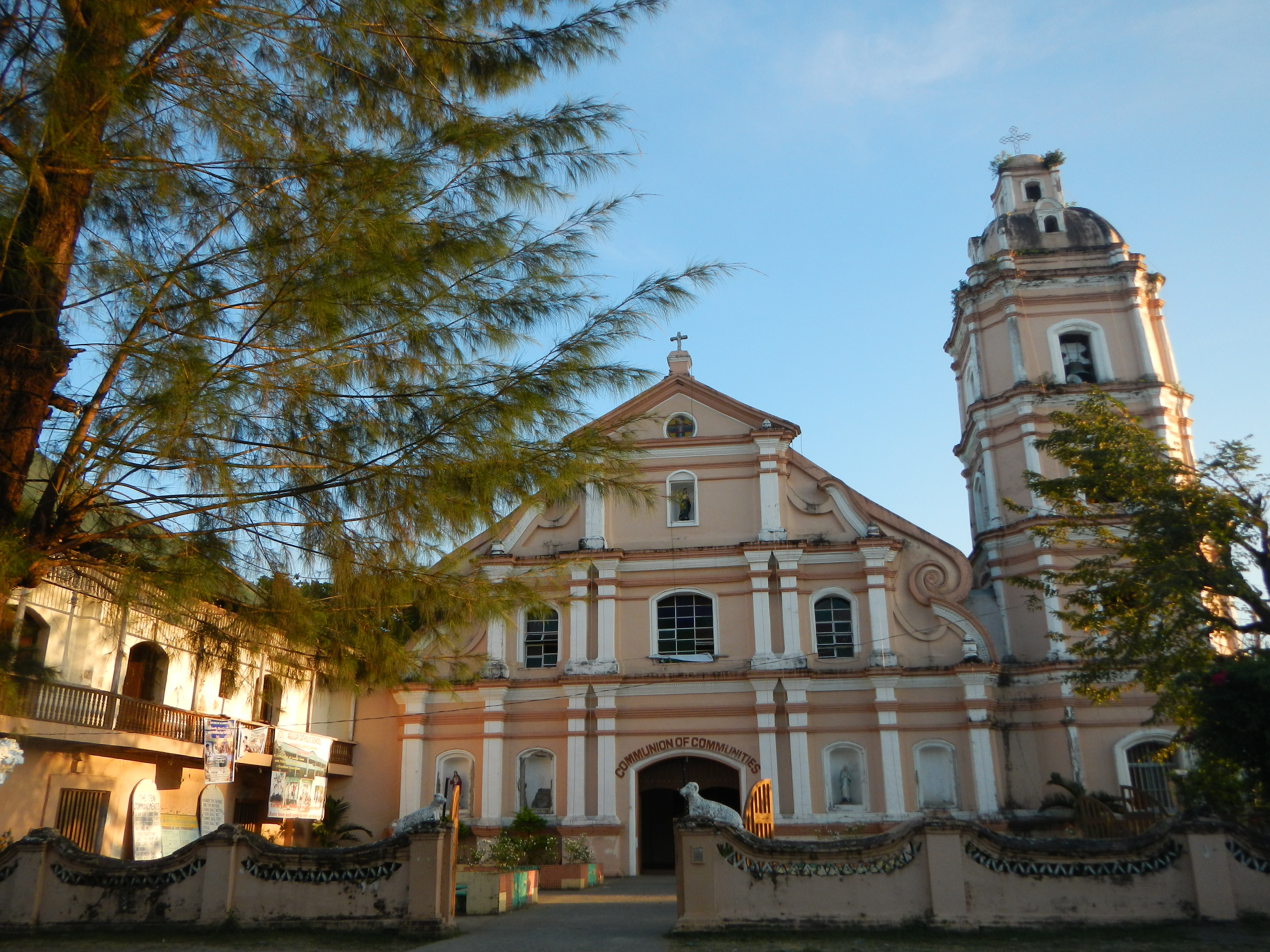
Iglesia de San José.

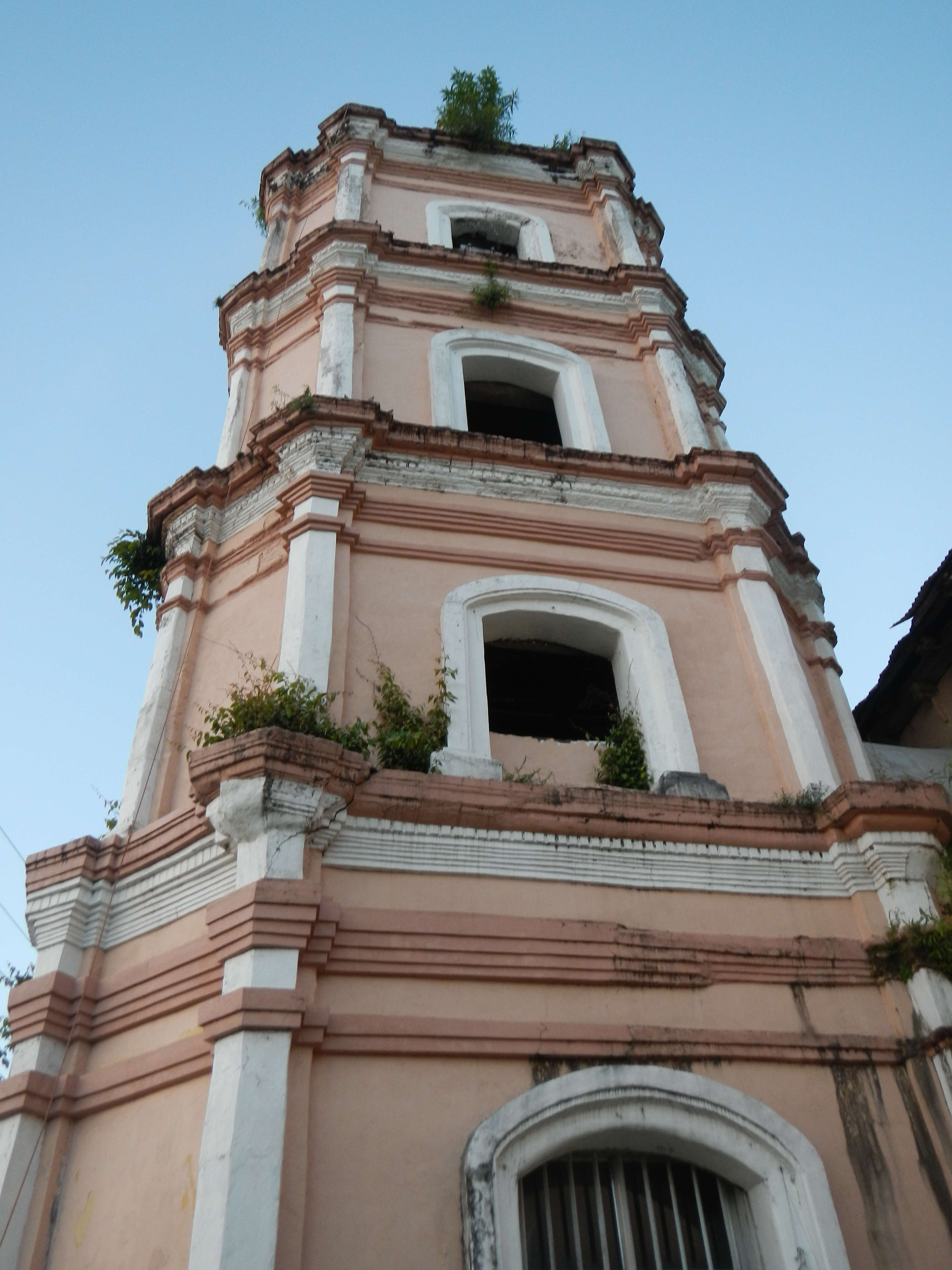
Campanario.

La iglesia parroquial católica, bajo la advocación de San José, data del año 1810.

"...AGUILAR; pueblo con cura y gobernadorcillo, de la isla de Luzón, prov. de Pangasinan, de cuya capital ó cab. Lingayen dist. 2 leg., andiencia  territorial y capitanía general de Filipinas, dist. 38 leg. de Manila, diócesis de Nueva Segovia..."

"... El TERM. confina por E. con San Carlos, por O. con la empinadísima cordillera que divide las provincias de Pangasinan y Zambales, que toman esle nombre; por N. con Salasa y la cap. (Lingayen á 2 leg.), y por S. con Mangataren con el que se comunica por medio de un buen camino en la estación antes mencionada..."
Buzeta y Bravo, Tomo 1, página 276 AGU